# Азимов, Камол
Камол Азимов (10 марта 1927, Мулканлик — после 1987) — советский узбекский хозяйственный, государственный и политический деятель, Герой Социалистического Труда.

## Биография
Родился в 1927 году в кишлаке Мулканлик. Член КПСС с 1952 года.
С 1943 года — на хозяйственной, общественной и политической работе. В 1943—1987 годы — колхозник, заведующий фермой, заместитель председателя колхозов «Пахтакор», имени Будённого, колхоза имени Навои Джизакского района. Председатель Советабадского кишлачного Совета Джизакского района Джизакской области.
Указом Президиума Верховного Совета СССР от 10 декабря 1973 года присвоено звание Героя Социалистического Труда с вручением ордена Ленина и золотой медали «Серп и Молот».
Умер после 1987 года.